# Mitteltal
Mitteltal is een plaats in de Duitse gemeente Baiersbronn, deelstaat Baden-Württemberg, en telt 2343 inwoners (2006).